# Beauce-Centre
Beauce-Centre (bis zum 30. Juli 2022 Robert-Cliche) ist eine regionale Grafschaftsgemeinde (französisch municipalité régionale de comté, MRC) in der kanadischen Provinz Québec.
Sie liegt in der Verwaltungsregion Chaudière-Appalaches und besteht aus zehn untergeordneten Verwaltungseinheiten (zwei Städte, drei Gemeinden, ein Dorf und vier Sprengel). Die MRC in der Region Beauce wurde am 1. Januar 1982 gegründet. Der Hauptort ist Beauceville. Die Einwohnerzahl beträgt 19.125 (Stand: 2016) und die Fläche 840,10 km², was einer Bevölkerungsdichte von 22,8 Einwohnern je km² entspricht.

## Gliederung
Stadt (ville)
- Beauceville
- Saint-Joseph-de-Beauce

Gemeinde (municipalité)
- Saint-Alfred
- Saint-Joseph-des-Érables
- Saint-Victor

Dorf (municipalité de village)
- Tring-Jonction

Sprengel (municipalité de paroisse)
- Saint-Frédéric
- Saint-Jules
- Saint-Odilon-de-Cranbourne
- Saint-Séverin

## Angrenzende MRC und vergleichbare Gebiete
- La Nouvelle-Beauce
- Bellechasse
- Les Etchemins
- Beauce-Sartigan
- Les Appalaches
- Lotbinière